# Sikirje
Sikirje (en serbe cyrillique : Сикирје) est un village de Serbie situé sur le territoire de la Ville de Vranje, district de Pčinja. Au recensement de 2011, il comptait 101 habitants.

## Démographie
| 1948 | 1953 | 1961 | 1971 | 1981 | 1991 | 2002 | 2011 |
| ---- | ---- | ---- | ---- | ---- | ---- | ---- | ---- |
| 473  | 469  | 393  | 400  | 309  | 221  | 153  | 101  |

|  |